# Alla vita
Alla vita (Tu choisiras la vie) è un film del 2022 diretto da Stéphane Freiss. 

## Trama
Dopo la morte del padre e dopo la separazione dalla moglie, Elio De Angelis decide di ospitare durante l'estate nella sua tenuta una famiglia ebrea, i Zelnik.

## Distribuzione
Il film è stato distribuito nelle sale cinematografiche italiane a partire dal 16 giugno 2022.

## Produzione
Le riprese si sono svolte tra Fasano, Cisternino e Monopoli.